# Сісайд-Гайтс (Нью-Джерсі)
Сісайд-Гайтс (англ. Seaside Heights) — місто (англ. borough) в США, в окрузі Оушен штату Нью-Джерсі. Населення — 2440 осіб (2020).

## Географія
Сісайд-Гайтс розташований за координатами 39°56′42″ пн. ш. 74°4′44″ зх. д. / 39.94500° пн. ш. 74.07889° зх. д. (39.944978, -74.078783).  За даними Бюро перепису населення США в 2010 році місто мало площу 1,93 км², з яких 1,60 км² — суходіл та 0,33 км² — водойми.

### Клімат
| Клімат : Сісайд-Гайтс   | Клімат : Сісайд-Гайтс | Клімат : Сісайд-Гайтс | Клімат : Сісайд-Гайтс | Клімат : Сісайд-Гайтс | Клімат : Сісайд-Гайтс | Клімат : Сісайд-Гайтс | Клімат : Сісайд-Гайтс | Клімат : Сісайд-Гайтс | Клімат : Сісайд-Гайтс | Клімат : Сісайд-Гайтс | Клімат : Сісайд-Гайтс | Клімат : Сісайд-Гайтс | Клімат : Сісайд-Гайтс |
| Показник                | Січ.                  | Лют.                  | Бер.                  | Квіт.                 | Трав.                 | Черв.                 | Лип.                  | Серп.                 | Вер.                  | Жовт.                 | Лист.                 | Груд.                 | Рік                   |
| Середній максимум, °C   | 4,7                   | 6,1                   | 9,8                   | 15,1                  | 20,5                  | 25,6                  | 28,6                  | 27,9                  | 24,6                  | 18,7                  | 13,0                  | 7,6                   | 16,9                  |
| Середня температура, °C | 0,5                   | 1,6                   | 5,1                   | 10,3                  | 15,7                  | 20,9                  | 23,9                  | 23,3                  | 19,8                  | 13,6                  | 8,4                   | 3,2                   | 12,2                  |
| Середній мінімум, °C    | −3,8                  | −2,9                  | 0,4                   | 5,4                   | 10,9                  | 16,2                  | 19,3                  | 18,7                  | 15,0                  | 8,4                   | 3,8                   | −1,2                  | 7,6                   |
| Норма опадів, мм        | 93                    | 78                    | 108                   | 99                    | 90                    | 93                    | 115                   | 115                   | 90                    | 95                    | 97                    | 100                   | 1170                  |
| Вологість повітря, %    | 65.2                  | 63.3                  | 61.3                  | 62.6                  | 65.8                  | 70.5                  | 69.6                  | 71.5                  | 70.6                  | 69.6                  | 68.1                  | 66.1                  | 67.0                  |
| ----------------------- | --------------------- | --------------------- | --------------------- | --------------------- | --------------------- | --------------------- | --------------------- | --------------------- | --------------------- | --------------------- | --------------------- | --------------------- | --------------------- |
| Джерело: PRISM          |                       |                       |                       |                       |                       |                       |                       |                       |                       |                       |                       |                       |                       |

## Демографія
Згідно з переписом 2010 року, у селищі мешкало 2887 осіб у 1376 домогосподарствах у складі 586 родин. Було 3003 помешкання
Расовий склад населення:
| - 80,7 % — білих - 6,7 % — чорних або афроамериканців - 1,5 % — азіатів - 0,6 % — корінних американців - 7,0 % — осіб інших рас |

До двох чи більше рас належало 3,5 %. Частка іспаномовних становила 17,9 % від усіх жителів.
За віковим діапазоном населення розподілялося таким чином: 19,7 % — особи молодші 18 років, 72,0 % — особи у віці 18—64 років, 8,3 % — особи у віці 65 років та старші. Медіана віку мешканця становила 36,2 року. На 100 осіб жіночої статі у селищі припадало 112,3 чоловіків;  на 100 жінок у віці від 18 років та старших — 113,2 чоловіків також старших 18 років.
Середній дохід на одне домашнє господарство  становив 45 531 долар США (медіана — 33 958), а середній дохід на одну сім'ю — 42 945 доларів (медіана — 33 900). Медіана доходів становила 60 510 доларів для чоловіків та 24 478 доларів для жінок. За межею бідності перебувало 25,3 % осіб, у тому числі 34,9 % дітей у віці до 18 років та 6,8 % осіб у віці 65 років та старших.
Цивільне працевлаштоване населення становило 1448 осіб. Основні галузі зайнятості: мистецтво, розваги та відпочинок — 42,9 %, роздрібна торгівля — 11,9 %, освіта, охорона здоров'я та соціальна допомога — 9,7 %, будівництво — 9,3 %.